# Macrostemum okinawanum
Macrostemum okinawanum là một loài Trichoptera trong họ Hydropsychidae. Chúng phân bố ở miền Cổ bắc.